# Gypona insignis
Gypona insignis är en insektsart som beskrevs av Spångberg 1883. Gypona insignis ingår i släktet Gypona och familjen dvärgstritar. Inga underarter finns listade i Catalogue of Life.